# Kostel svatého Ducha (Paříž)
Kostel svatého Ducha (fr. Église du Saint-Esprit) je katolický farní kostel ve 12. obvodu v Paříži na Avenue Daumesnil, vedlejší vstup se nachází na Rue Cannebière.

## Historie
Impuls ke stavbě kostela dal pařížský arcibiskup kardinál Jean Verdier. Plány vypracoval architekt Paul Tournon. Stavba byla zahájena v roce 1928, krypta byla dokončena v roce 1929 a celý kostel roku 1935.

## Architektura
Kostel je postaven ze železobetonu a pokrytý cihlami. Kostel má jednu čtvercovou loď zakončenou kupolí o velikosti 22 m a výšce 33 m, která byla inspirována stavbou Hagia Sofia v Istanbulu. Ve zvonici kostela jsou byty.
Výzdoba interiéru (mozaiky, vitráže, malby, sochy, kování) je od roku 1979 chráněna jako monument historique.